# Cherax quadricarinatus
Il gambero di fiume australiano (Cherax quadricarinatus von Martens, 1868) è un crostaceo d'acqua dolce, della famiglia degli Parastacidae, originario del continente australiano.

## Descrizione della specie
Caratteristica principale è il colore del suo esoscheletro che varia, dal verde acqua, all'azzurro e al blu acceso. Negli esemplari selvatici questi tendono a scurirsi. La testa di questa specie è detta "cefalotorace". 
Questo crostaceo ha iniziato ad apparire negli acquari di alcuni appassionati, per questo è stato selezionato e migliorato nel colore, rendendolo più omogeneo, soprattutto nell'azzurro e nel blu acceso.
Prima che fosse considerato un crostaceo ornamentale, il Cherax quadricarinatus veniva allevato a scopo alimentare grazie al suo alto tasso riproduttivo e di crescita che si sviluppa in un tempo relativamente breve dai 4 cm ai 20 in un periodo compreso tra 5 e 7 mesi. In Australia dove non è considerato un raro crostaceo ornamentale il suo allevamento a scopo alimentare ha luogo ancora oggi. Le sue dimensioni sono variabili: in natura, dove dispone di molto spazio può raggiungere una di lunghezza superiore ai 20 cm.

## Dimorfismo sessuale
Il dimorfismo sessuale in questa specie di Cherax è facilmente intuibile, oltre al riconoscimento dei "gonopodi" e dei "gonopori" che non è difficile, è necessario comunque afferrare l'animale e osservarlo supino. Il maschio partendo dalla coda (escludendo i pleopodi) all'attaccatura delle prime zampe sulle quali si appoggia per camminare, presenta due piccole escrescenze, mentre la femmina all'attaccatura delle terze zampe presenta due piccoli fori. Il maschio inoltre possiede chele più sviluppate, e dotate di una fascia arancione sul lato esterno. La femmina, invece, ha chele più longilinee, di un azzurro più uniforme, e presenta un addome più sviluppato, per contenere le uova e le larve fino a che sono in grado di nutrirsi da sole.

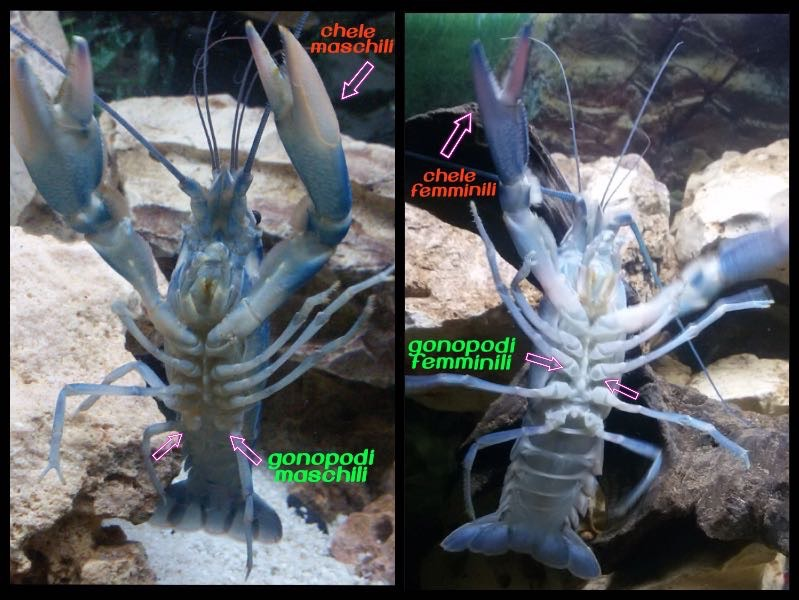
cherax quadricarinatus maschio e femmina

## Riproduzione
La riproduzione avviene tramite un vero e proprio rapporto sessuale, dove il maschio viene in contatto con la femmina, fecondando le uova al suo interno, tramite l'utilizzo dei gonopodi. La femmina dopo un periodo che va dalle due a tre settimane, sposterà le uova dall'interno del suo al ventre, tra i pleopodi. La femmina occasionalmente muoverà delicatamente i pleopodi ossigenando le uova, così da evitare la formazione di muffa con la conseguente perdita delle uova. Alla schiusa, vi usciranno piccole larve non del tutto autosufficienti. La femmina infatti, per un periodo molto variabile, continuerà a tenere tra i propri pleopodi le larve che si staccheranno appena saranno completamente formate ed autonome. Al contrario di altre specie di crostacei, i piccoli non hanno il bisogno istintivo di trovare rifugio quasi subito, in quanto entrambi i "genitori" non li attaccano infatti non è insolito vedere i piccoli camminare addosso agli adulti.
Detto questo la selezione naturale di questa specie è attuata dai piccoli stessi, ovvero quelli che si sviluppano prima attaccano i più piccoli che periscono. Per il loro allevamento infatti si consiglia una vasca con molti rifugi a due uscite.

## Cherax quadricarinatus in acquario
Questo crostaceo grazie al fascino del suo colore blu acceso, si è diffuso in tutta Europa tra gli appassionati di acquari come animale ornamentale. Essendo un particolare crostaceo è necessario tenere conto di: 
- Le sue dimensioni
- Il suo comportamento
- Il suo ambiente naturale

Considerando che raggiunge al massimo dai 20/24 cm, è necessario fornirgli uno spazio adeguato per svilupparsi in modo corretto, quindi occorre un litraggio di almeno 50 lt. per esemplare. Quanto non esclude che possono "sopravvivere" in acquari con minori capacità, essendo crostacei dotati di una grande resistenza, in grado di vivere per mesi in un solo litro d'acqua. Il protrarsi di un ambiente troppo piccolo, però, può condurre ad una malformazione come per esempio, il nanismo, per cui l'animale non sviluppa correttamente il suo corpo rimanendo sia vulnerabile alle malattie che agli attacchi di suoi simili. Non è insolito che i Cherax quadricarinatus dall'indole territoriale si attacchino tra di loro per difendere o "conquistare" territorio. Sono inoltre fenomenali cacciatori: con le loro chele dotate di denti, nel breve tempo di 2 secondi sono in grado di afferrare un pesce, tagliarlo e portarlo alla bocca. Pertanto è consigliabile evitare di mettere insieme pesci e altri crostacei. Se si dispone di vasche di dotate di grandi litraggi dai 250 in su è possibile inserire qualche pesce e crostaceo veloce e resistente. I Cherax quadricarinatus come molte specie di gamberi d'acqua, dolce vivono in torrenti dalla corrente non elevata, con un fondo roccioso ricco di pietre da usare come tana, ed un terreno sabbioso o facilmente scavabile, perché i Cherax quadricarinatus passano gran parte della giornata a scavare tane sotto o dietro sassi. Per una vasca dedicata all'allevamento di questo gambero è necessario:
- Tanto spazio.
- No conviventi. È consigliabile una coppia di Cherax quadricarinatus maschio e femmina ogni 100 lt.
- Tante pietre.
- Tanta sabbia.
- Acquario con coperchio, essendo abili arrampicatori potrebbero fuggire.

È consigliabile non inserire piante, perché questi crostacei oltre a farle a pezzi se ne nutrono. Nel costruire una riproduzione del loro habitat, è sempre meglio lasciare libere due vie di accesso, in caso di lotte tra simili è presente almeno una via di fuga.

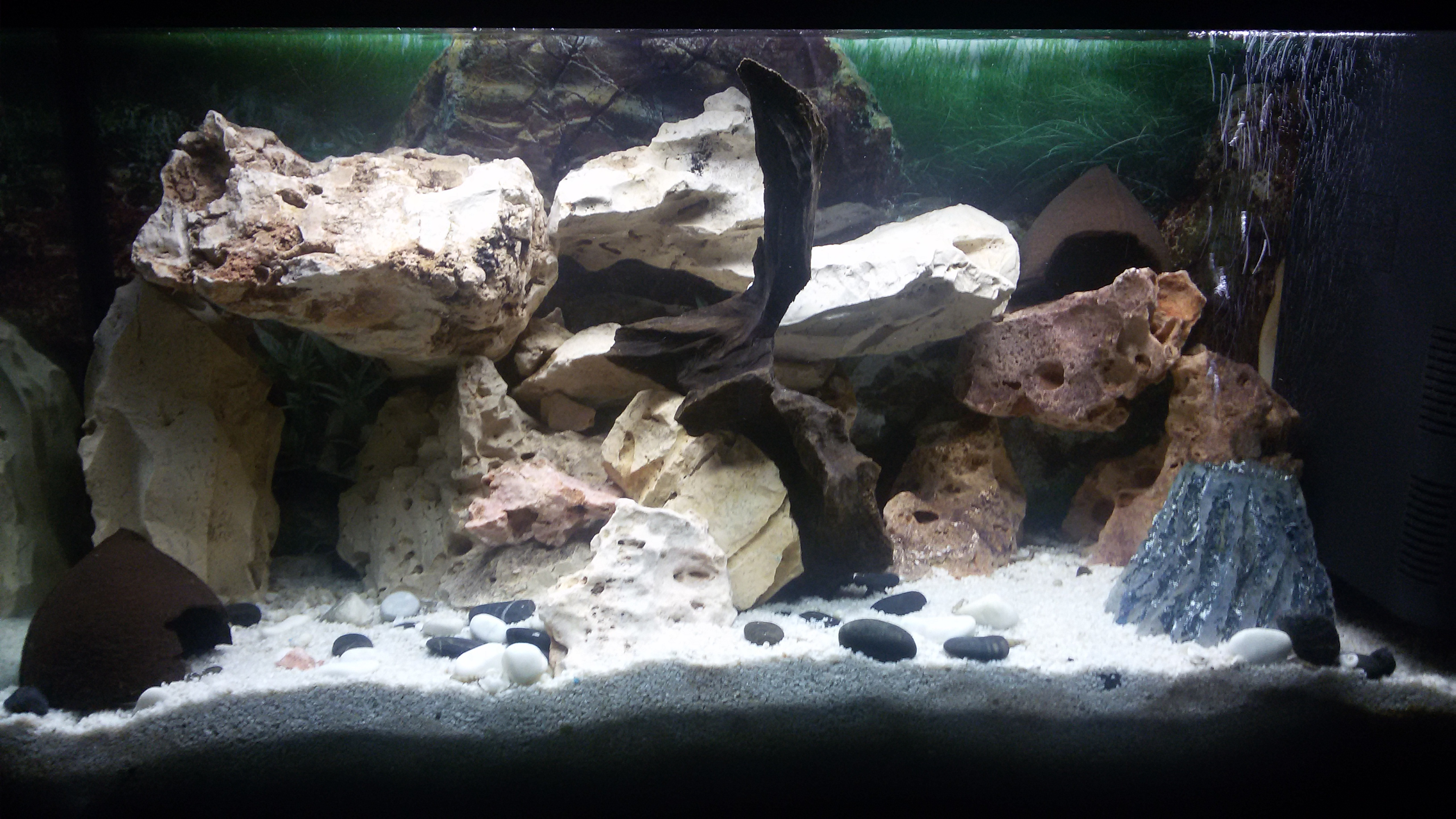
Acquario cherax